# Даль’Аква, Стефано
Стефано Даль'Аква (итал. Stefano Dall'Acqua; 13 июля 1981, Одерцо, Италия) — итальянский футболист, нападающий.

## Карьера
Начинал свою карьеру в Серии D. В 19 лет Даль’Аква заключил контракт с «Реджиной», однако большую часть времени клуб отправлял его в аренду в другие команды. В Серии А за «амарантовых» форвард дебютировал только в августе 2003 года. Всего в ней он провел 16 игр и забил два гола. В сезоне 2004/2005 нападающий вместе с «Тревизо» вновь пробился в элиту, однако в ней он уже не сыграл. Новый клуб предпочитал отдавать Даль’Акву в аренду. После ухода из «Тревизо» форвард выступает в коллективах из низших и любительских лиг. В 2006 году мог перейти в подмосковный «Сатурн».

## Сборная
В 2003 году вызывался в состав молодежной сборной Италии, с которой нападающий участвовал в отборочном этапе Чемпионата Европы среди молодежных команд. Всего за нее Даль'Аква провел два матча.